# Лившиц, Аркадий Владимирович
Аркадий Владимирович Ли́вшиц (род. 12 октября 1937 - 31 декабря 2021 Баку) — нейрохирург, доктор медицинских наук, профессор, впервые в мире успешно применил имплантированный метод электростимуляции спинного мозга при его травматическом поражении. Установил влияние электростимуляции на усиление регенеративных процессов в спинном мозге. Это проявлялось в виде усиления роста новых нервов в обход зоны повреждения.

## Биография
Аркадий Владимирович Лившиц родился 12 октября 1937 года в Баку, Азербайджанской ССР, отец Владимир Лившиц — юрист, мать Эсфирь Лившиц — профсоюзный деятель.
После окончания школы поступил в Азербайджанский медицинский институт, который закончил в 1960 году. После окончания института работал хирургом в г. Муроме Владимирской области. Во время работы в Муроме разработал свой первый прибор «усилитель биопотенциала человека для диагностики хирургической патологии живота», на основе клинического материала с применением прибора в 1964 году защитил диссертацию по теме «Электромиография передней брюшной стенки при остром аппендиците». После блестящей защиты в 1964 г. был принят на работу в Московский институт хирургии им. А. В. Вишневского АМН СССР, в котором организовал отделение спинномозговой травмы. 1969 году — защитил диссертацию на соискание учёной степени доктора медицинских наук по теме — «Электрическая стимуляция мочевого пузыря при травматическом поражении спинного мозга и конского хвоста».
В 1977 г. создал Всесоюзного центра спинномозговой нейрохирургии и электростимуляции органов, являлся его директором и главным нейрохирургом.
В 1978 году А. Лившицу было присвоено звание профессора.
С 1990 являлся вице директором по науке Института нейрохирургии им Н. Н. Бурденко АМН РФ в Москве.
В 1993 году переехал в Израиль, где работал в больнице Меир, Кфар Саба.
За время трудовой деятельности проф. Лившицем было проведено свыше 10000 сложных операций больным более чем из 55 стран мира. Им была прооперирована Елена Мухина, в 1980 году в Минске во время подготовки к Летним Олимпийским играм получившая тяжелейшую травму позвоночника. Лившиц выражал определённый оптимизм по поводу её выздоровления, но до конца жизни Мухина осталась прикована к инвалидному креслу.

## Научные труды
Является автором девяти книг и около 200 научных работ, изданных в США, Англии, Германии, Югославии, Австралии.
Книга «Хирургия спинного мозга», изданная в США, рекомендована как руководство для нейрохирургов, невропатологов и ортопедов Америки.

## Научная деятельность
Проф. Лившиц внёс немалый вклад в развитие следующих областей медицины:
- Проблемы реконструктивной микронейрохирургии;
- Регенерация спинного мозга;
- Электростимуляция органов;
- Боль, спастика;
- Гипотермия спинного мозга;

Профессором разработаны и успешно применены бескровные методы лечения боли в позвоночнике, голове, крупных суставах человека.
Своей обширной практикой он доказал возможность и эффективность операций на спинном мозге по прошествии большого периода времени после травмы. Ярким примером была больная, которая поступила в его центр через 13 лет после травмы. Профессором была проведена операция, больная прошла реабилитацию в его центре с применением электростимуляции и смогла встать на ноги после долгих лет неподвижности.
Совместно с инженерами он разработал модель миниатюрного вживляемого в организм электростимулятора для поврежденного спинного мозга. Он провел несколько успешных операции по вживлению. Первую такую операцию он описывает в своей книге воспоминаний «Жизнь. Хирургия. Судьба». Больной, обреченный на инвалидность, смог встать на ноги, у него восстановились функции мочеполовой системы.

## Членство в профессиональных сообществах
- с 2007 года — academician of the American Biographical Institute
- с 2000: Член международного общества функциональной электростимуляции, Калифорния
- с 1999: Член Израильского общества нейрохирургов
- 1981—1993: Член редакционного совета всесоюзного журнала «Вопросы нейрохирургии»
- 1980—1993: Вице-президент проблемной комиссии по электростимуляции органов РАМН
- 1970—1993: Член Президиума Совета Всесоюзного научного медико-технического общества
- 1980—1993: Член Правления постоянной комиссии по нейрохирургии и неврологии РАМН
- 1979—1991: Член редакционного совета журнала «Параплегия»
- с 1978: Член международного научного Общества «Спинной мозг», Великобритания
- с 1966: Член Международного общества электрофизиологии и кинезиологии, Канада

## Отзывы коллег
Профессора Лившица приглашали во многие страны мира для проведения научно-медицинских лекций к которым был проявлен большой интерес. Знания, полученные из лекций профессора были высоко оценены специалистами этой области медицины. Ниже приводится аннотация к его книге Surgery of the Spinal Cord, изданной в США.

Настоящее издание отражает нейрохирургический уникальный личный опыт и знания наиболее полно и всесторонне изложенный взгляд по проблемам заболеваний позвоночника.
Пожалуй, это самый весомый вклад в данную область науки, которому нет равных на сегодняшний день. Настоящий труд, по большей части, опирается на последние достижения науки, используя классический подход к историческим и фундаментальным вопросам.
Отлично изучены и представлены разделы, описывающие травму спинного мозга, физиологию и анатомию позвоночника и его сосудов.
Подобным образом описана функциональная хирургия травмы спинного мозга, так же болевой и спастический синдромы, операции по их устранению. Это описание является лучшим, которое видел настоящий рецензент.
Это уникальный научных труд о позвоночнике, который должен быть включен в арсенал любого врача, занятого в области клинической нейрохирургии.
Беннет М.Штайн, доктор медицинских наук.
Оригинальный текст (англ.)This massive compilation of personal experience and literature search presents a unique, comprehensive review of spinal disorders from a neurosurgical viewpoint. There is perhaps no contemporary contribution that equals this. The referencing, for the most part, is contemporary and draws upon the classic only where necessary to reveal historical and fundamental matters.

«The sections on spinal trauma, spinal physiology, and basic spinal anatomy, including vascular, are excellent, well researched and presented. In a similar fashion, the functional surgery of spinal injury such as pain relief, procedures to relieve spasticity, attempts at spinal regeneration and, in general, the management of the spinal injured patient are the best that this reviewer has seen.
In summary, this is a unique text that deals only with the spine and should be included in the armamentarium of any physician dealing in basic or clinical neurosciences.
Bennet M. Stein, M.D

Автор является всемирно признанным авторитетом в этой области в полном объёме описывает этиологию, патогенез и диагностику тех болезненных процессов в спинном мозге, которые подлежат хирургическому вмешательству, показания и противопоказания оперативного лечения, различные операции и их результаты, особенности функциональной микрохирургии боли и спастических синдромов, методы электростимуляции спинного мозга.
Основываясь на более, чем двадцатилетнем опыте работы, полученном во Всесоюзном центре спинномозговой нейрохирургии и электростимуляции органов, который он возглавляет, профессор Лившиц впервые попытался обобщить тот уникальный опыт о применении электростимуляции в остром периоде травмы и реконструктивной микрохирургии.
Травматологи, нейрохирурги, невропатологи, и нейроанатомы связанные с изучением и лечением спинного мозга найдут в этой книге много необходимого.
Оригинальный текст (англ.)
Written by the internationally acknowledged authority in the field, this volume describes the etiology, pathogenesis, and diagnosis of those disease processes in the spinal cord that are subject to surgical management; the indications and contraindications of operative treatment; various operations and their results; special features of functional microsurgery in pain and spastic syndromes; and methods of spinal cord electrostimulation.
Drawing on more than twenty years of experience in the study of spinal cord disorders gained in the All- Union Center of Spinal Cord Neurosurgery and Organ Electrostimulation in Moscow, which the author heads, this work is the first to summarize Livshits’s unique experience in the application of electrostimulation during the acute period of injury and in reconstructive microsurgery.

Traumatologists, neurosurgeons, neuropathologists, and neuroanatomists concerned with the study and treatment of the spinal cord will find this book of great use.